# Ličnoe delo sud'i Ivanovoj
Ličnoe delo sud'i Ivanovoj (Личное дело судьи Ивановой) è un film del 1985 diretto da Il'ja Abramovič Frėz.

## Trama
Il film racconta del giudice Ivanova che tutto è stato meraviglioso fino a quando suo marito ha incontrato l'insegnante di musica di sua figlia e si è innamorato di lei.